# Langya henipavirus
Langya henipavirus (LayV), também conhecido como vírus de Langya (em inglês:  Langya virus) é uma espécie de henipavirus detectado pela primeira vez nas províncias chinesas de Shandong e Henan. Foi anunciado 35 pacientes de 2018 a agosto de 2022. Todos, exceto 9 dos 35 casos na China, foram infectados apenas com LayV, com sintomas como febre, fadiga e tosse. Nenhuma morte foi relatada devido a LayV até agora. O Langya henipavirus afeta humanos e outras espécies de animais, incluindo musaranhos - seu suposto hospedeiro original. Os 35 casos não tiveram contato entre si e ainda não se sabe se o vírus é capaz de transmissão de humano para humano.

## Reações
Os Centros de Controle de Doenças de Taiwan pediram o estabelecimento de um método de teste de ácido nucleico, a fim de monitorar a propagação do vírus.